# Pont Léopold-Sédar-Senghor
Pour les articles homonymes, voir Senghor.
Ne doit pas être confondu avec Passerelle Léopold-Sédar-Senghor.
Le pont Léopold-Sédar-Senghor est un pont routier, qui permet de franchir la Loire (bras de Pirmil) entre Nantes (île de Nantes) et la commune de Saint-Sébastien-sur-Loire, en France. Il est inauguré le 3 septembre 2010.

## Historique
Son nom lui est attribué par la délibération du conseil municipal du 3 avril 2009, en hommage à Léopold Sédar Senghor (1906-2001), poète, écrivain et ancien président de la République du Sénégal, personnalité marquante de la négritude. L’hommage ainsi rendu est un symbole fort dans une ville dont la richesse du port, au XVIIIe siècle, provenait essentiellement de la traite négrière.

## Type de construction
- Pont en dalles et poutres
- Multiples poutres
- Pont-route

## Informations techniques
- Matériaux de construction: poutres principales, entretoises et consoles des trottoirs en acier, dalle en  béton armé
- Longueur : 298 mètres (en 6 travées de 24, 55, 70, 70, 55 et 24 mètres)
- Largeur : 17,15 mètres
- Nombre de piles : 5
- Description sommaire de la structure porteuse : l'ouvrage est constitué de quatre poutres principales en caissons, entretoisées tous les 5 mètres ; les caissons ont la particularité de posséder des âmes inclinées et gauches ; la dalle en béton est constituée de prédalles en béton armé et d'un béton coulé en place portant l'épaisseur du hourdis à 25 cm ; le pont possède un biais de 10° par rapport à l'axe des piles.
- Principaux intervenants au projet :
  - Maître d'ouvrage : Nantes Métropole
  - Assistant maître d'ouvrage : ARCADIS
  - Maîtrise d’œuvre : Atelier Marc Mimram
  - Réalisation : Groupement d'entreprises Quille (Béton) - Zwahlen & Mayr (Charpente métallique)
  - Études d'exécution : Cogeci (Béton) - INGÉROP (Charpente métallique)